# John Stewart, 3. Earl of Buchan († 1551)
John Stewart, 3. Earl of Buchan (* um 1498; † nach dem 14. Juli 1551), war ein schottischer Adeliger.

## Leben
John Stewart war der älteste Sohn des Alexander Stewart, 2. Earl of Buchan, aus dessen zweiter Ehe mit Margaret Ruthven, Tochter des William Ruthven, 1. Lord Ruthven. Er war noch minderjährig, als er 1505 beim Tod seines Vaters dessen Adelstitel als Earl of Buchan und Lord Auchterhouse erbte. Erst nach Erreichen der Volljährigkeit, wurde er 1519 mit den Ländereien seines Vaters belehnt und in seinen Titeln bestätigt.
Um 1525 heiratete er Margaret Scrymgeour, Tochter des James Scrymgeour of Dudhope, Constable of Dundee. Aus der Ehe stammten zwei Söhne:
- John Stewart, Master of Buchan (⚔ 1547), ⚭ (1) Lady Mary Stewart, Tochter des James Stewart, 1. Earl of Moray, ⚭ (2) Margaret Ogilvy, Tochter des Walter Ogilvy of the Boyne;
- James Stewart, Master of Buchan († 1604), ⚭ Christian Strang, Tochter des John Strang of Balcaskie.

Am 4. August 1547, möglicherweise anlässlich des Todes seiner Frau, übergab er alle seine Ländereien, Besitztitel und Erbämter gegen eine lebenslange Rente an seinen Sohn John und dessen Erben. John fiel bereits am 10. September 1547 in der Schlacht bei Pinkie Cleugh und hinterließ als einziges Kind eine Tochter, Christina Stewart, die ihrem Großvater bei dessen Tod, 1551, als 4. Countess of Buchan nachfolgte.